# Rozenburg (isola)

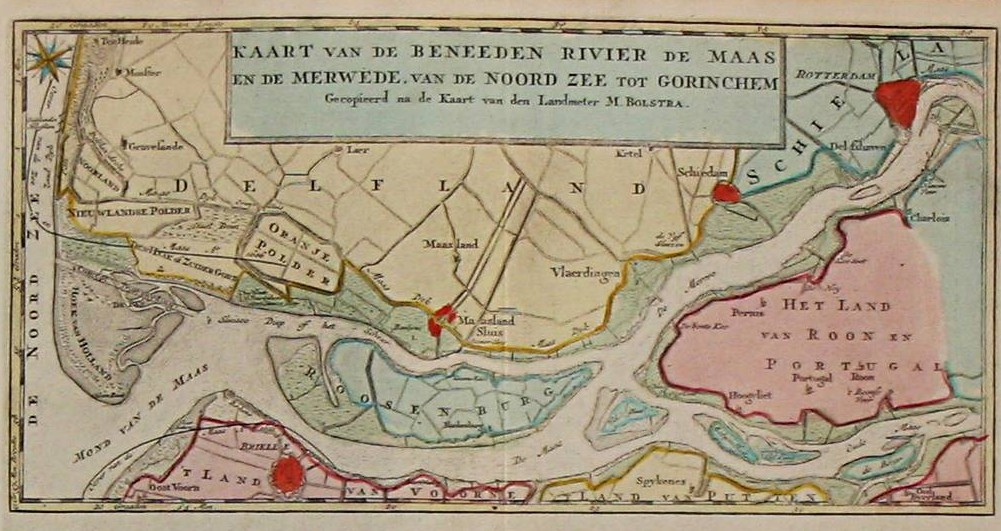
Foce della Mosa con l'isola di Rozenburg nel 1769

Rozenburg è un'isola dei Paesi Bassi nel bacino del Delta del Reno, della Mosa e della Schelda nella provincia dell'Olanda Meridionale.

## Geografia
L'isola ospita la località di Rozenburg, ma, soprattutto le installazioni portuali dell'Europoort ed è delimitata a nord dal Nieuwe Waterweg e lo Scheur, il canale Hartel e il Brielse Meer a sud, l'Oude Maas a est e il canale de Beer a ovest.

## Storia
L'isola si è formata nel XVI secolo attraverso l'emersione di alcuni banchi di sabbia in prossimità della foce della Mosa; la prima volta che è stata menzionata in un documento è stato nel 1585. Vi furono costruiti due villaggi: prima Blankenburg e, più tardi, Rozenburg; nel 1659 sorse la prima chiesa sull'isola.
Dopo la seconda guerra mondiale, l'isola fu profondamente modificata andando a ospitare un vasto complesso industriale e portuale e perdendo così la connotazione agricola che l'aveva caratterizzata fino ad allora. Intorno al 1955 fu costruito il porto di Botlek a est dell'isola, mentre l'Europoort fu costruito nel 1957. Attraverso l'isola, nel corso degli anni 1960, furono escavati i canali Hartel, Caland e de Beer. Il villaggio di Blankenburg e la riserva naturale De Beer esistente sull'isola, dovettero lasciare spazio ad un insediamento industriale chimico. Il villaggio di Rozenburg, diventato l'unico sull'isola, passò dai 600 abitanti alla fine della seconda guerra mondiale a circa 13 000 nel 2007.
Il 18 marzo 2010, l'isola, comune autonomo, è stato soppresso e incorporato nella municipalità di Rotterdam. La zona residenziale è divisa da quella portule e industriale da una fascia di verde di circa 160 ettari.